# Biatorbágy
Biatorbágy – miasto na Węgrzech, w komitacie Pest. Stanowi przedmieścia Budapesztu od strony zachodniej.

## Historia
Miasto powstało w roku 1966 z połączenia dwóch miejscowości: Bia (niem. Wiehall) i Torbágy (niem. Kleinturwall).

## Mniejszości narodowe
Miasto (w roku 2011) zamieszkiwali także przedstawiciele czterech mniejszości narodowych: Niemcy, Słowacy, Grecy i Polacy. Według spisu powszechnego w roku 2001 miasto zamieszkiwali: Węgrzy (93,9%), Niemcy (3,0%), Grecy (<2%), Polacy (<1%) i Słowacy (0,1%).

## Religia
Według spisu powszechnego w roku 2001 miasto zamieszkiwała ludność wyznania: rzymskokatolickiego (50,6%), kalwińskiego (24,6%), luterańskiego (1,4%), greckokatolickiego (1,1%) i innych (1,4%). Co 9 mieszkaniec (10,9%) jest ateistą.

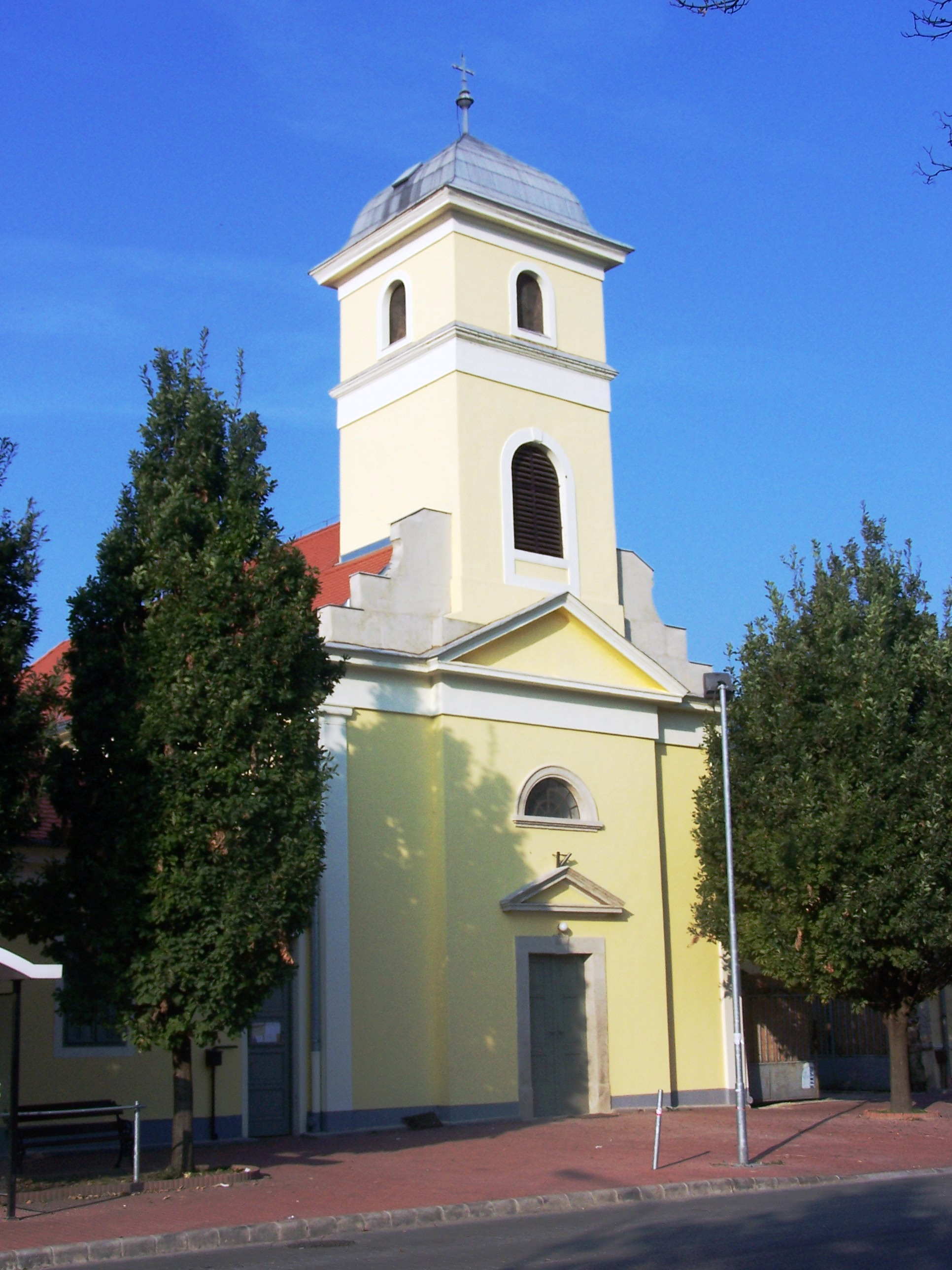
Kościół Świętej Anny (Bia)

## Miasta partnerskie
- Herbrechtingen, Niemcy
- Gyergyóremete, Rumunia
- Kiti, Cypr